# Nazionale maschile di rugby a 15 della Namibia
La nazionale namibiana di rugby a 15 è la selezione maschile di rugby a 15 (o Rugby union) che rappresenta la Namibia in ambito internazionale.
Fondata nel 1990, opera sotto la giurisdizione della Namibia Rugby Union, facendo il suo esordio nella Coppa del Mondo di rugby nel 1999.
Il rugby fu introdotto nella nazione da emigranti sudafricani nel 1916. Fino alla sua indipendenza, datata 1990, i giocatori namibiani potevano essere selezionati per rappresentare il Sudafrica, che esercitava il proprio controllo politico sul territorio; Jan Ellis e, più recentemente, Percy Montgomery furono esempi di nativi che indossarono la divisa degli Springboks, in particolare Montgomery nacque a Walvis Bay, che rimase territorio sudafricano fino al 1994.
La Namibia partecipa annualmente all'Africa Cup; la squadra nazionale è comunemente nota con il soprannome di Welwitschias, che deriva dalla pianta Welwitschia mirabilis, diffusa nelle zone desertiche dell'Africa sud-occidentale. Al 10 marzo 2025 la squadra occupa la 25ª posizione del ranking World Rugby.

## Storia

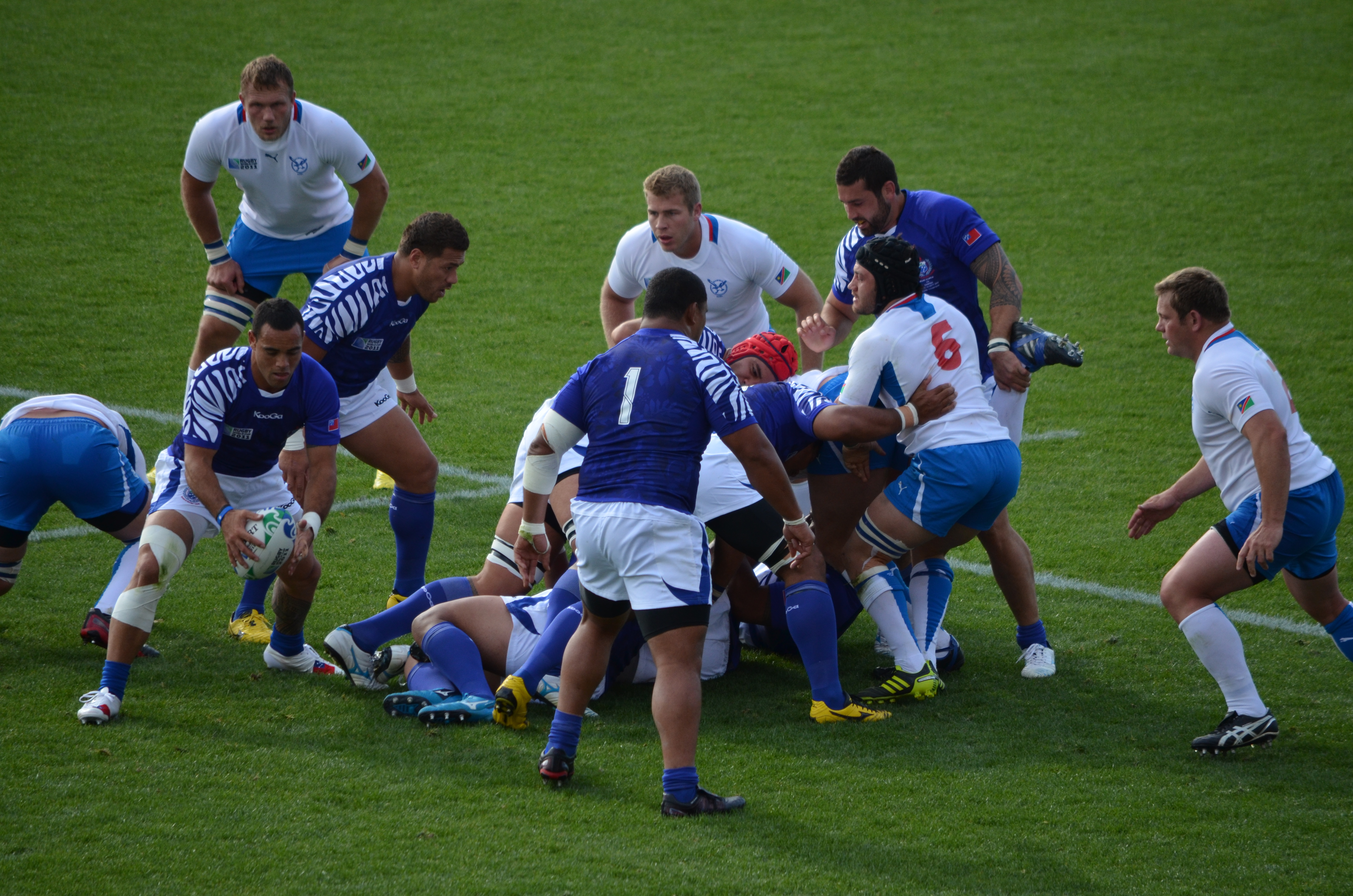
Partita tra e Namibia durante la Coppa del Mondo 2011

L'introduzione del rugby in Namibia risale al 1916 in seguito all'invasione dei soldati sudafricani dell'allora colonia tedesca dell'Africa del Sud-Ovest. Prima dell'indipendenza dal Sudafrica, ottenuta nel 1990, l'Africa del Sud-Ovest partecipava alla Currie Cup. Nel marzo 1990, ottenuta l'indipendenza, venne fondata la Namibia Rugby Union che nello stesso mese si affiliò all'International Rugby Board (IRB).
Tra gli anni cinquanta e settanta i British and Irish Lions giocarono diverse volte contro l'Africa del Sud-Ovest durante i loro tour in Sudafrica. Il debutto della nuova nazionale namibiana fu inizialmente positivo, con una vittoria 88-9 contro il Portogallo e una serie di partite casalinghe equilibrate contro Galles e Francia durante il 1990. L'anno seguente fu ancora più positivo: dopo la vittoria 34-12 ottenuta in Portogallo, arrivarono due vittorie 17-7 e 33-19 contro l'Italia durante il loro tour in Namibia, e altre due prestigiose vittorie ottenute sconfiggendo l'Irlanda 15-6 e 26-15 durante il tour irlandese in Namibia.
Essendo nata troppo tardi per prendere parte alle qualificazioni per la Coppa del Mondo di rugby 1991, l'obiettivo della nazionale namibiana fu quello di riuscire a qualificarsi per l'edizione 1995 della competizione mondiale. Nonostante l'iniziale netto trionfo nel girone eliminatorio contro Zimbabwe, Kenya e Golfo Arabo, nel girone finale africano la Namibia arrivò al secondo posto dietro la Costa d'Avorio la quale guadagnò l'accesso alla Coppa del Mondo.
Il debutto nella massima competizione internazionale avvenne durante la Coppa del Mondo 1999, dopo avere sconfitto Costa d'Avorio, Marocco e Zimbabwe nell'ultima fase di qualificazione. La Namibia si trovò a giocare nello stesso girone di Francia, Figi, e Canada, perdendo tutte e tre le partite disputate. L'anno seguente la Namibia debuttò anche nella nuova Africa Cup, torneo vinto per la prima volta nel 2002 sconfiggendo in finale la Tunisia (vittoria 26-19 in casa e sconfitta 24-17 in trasferta).
La Namibia riuscì a qualificarsi alla Coppa del Mondo 2003, ma ancora una volta perse tutte le partite giocate durante la fase a gironi, tra cui la partita persa contro i padroni di casa dell'Australia con il punteggio 142-0 che rappresenta la peggiore sconfitta conseguita dalla nazionale namibiana. L'anno seguente arrivò il secondo successo in Africa Cup ottenuto sconfiggendo il Marocco 39-22. La Namibia guadagnò l'accesso alla Coppa del Mondo 2007 sconfiggendo il Marocco nelle due partite della finale per la qualificazione, ma giunse nuovamente ultima nel proprio girone con quattro sconfitte in altrettante partite.
Il 2009 fu l'anno della terza Africa Cup vinta, conquistata superando la Tunisia nelle due partite di finale entrambe vinte. In virtù di questo risultato la Namibia guadagnò anche l'accesso diretto alla Coppa del Mondo 2011, dove ancora una volta non riuscì a cogliere il primo risultato utile.
Reduce da altre due Africa Cup vinte consecutivamente nel 2014 e nel 2015, la nazionale namibiana inaugurò il nuovo corso del CT gallese Phil Davies ottenendo due nette vittorie contro la più quotata Russia, sconfitta rispettivamente 39-19 e 45-5 nelle due partite del tour a Windhoek, due mesi prima dell'inizio della Coppa del Mondo di rugby 2015. Durante questa edizione della Coppa del Mondo la Namibia riuscì finalmente ad ottenere il suo storico primo punto nella fase a gironi: ciò avvenne durante una combattuta partita contro la Georgia che, dopo un primo tempo terminato con la Namibia in vantaggio 6-0, alla fine vinse 17-16 concedendo il bonus sconfitta agli africani.

## Palmarès
- Rugby Africa Cup: 9
2002, 2004, 2008-09, 2014, 2015, 2016, 2017, 2018, 2021-22
- Nations Cup: 1
2010

## Statistiche di squadra

### Confronti totali con le altre nazionali
Vengono considerati in questa tabella solo gli incontri ufficialmente riconosciuti come Full International. Non vengono conteggiati quindi incontri contro rappresentative locali, squadre di club o selezioni diverse dalla nazionale maggiore (es. i Barbarians o le selezioni A, B, XV et alii).
Dati aggiornati al 1º luglio 2022.
| Avversario     | 1º incontro       | 1ª vittoria       | G  | V  | N | P | PF   | PS  | % V/G  |
| -------------- | ----------------- | ----------------- | -- | -- | - | - | ---- | --- | ------ |
| Argentina      | 14 ottobre 2003   |                   | 3  | 0  | 0 | 3 | 36   | 194 | 0,00   |
| Australia      | 25 ottobre 2003   |                   | 1  | 0  | 0 | 1 | 0    | 142 | 0,00   |
| Burkina Faso   | 1º luglio 2022    | 1º luglio 2022    | 1  | 1  | 0 | 0 | 71   | 5   | 100,00 |
| Canada         | 14 ottobre 1999   |                   | 2  | 0  | 0 | 2 | 24   | 89  | 0,00   |
| Figi           | 1 ottobre 1999    |                   | 2  | 0  | 0 | 2 | 43   | 116 | 0,00   |
| Francia        | 8 ottobre 1999    |                   | 2  | 0  | 0 | 2 | 23   | 134 | 0,00   |
| Galles         | 2 giugno 1990     |                   | 4  | 0  | 0 | 4 | 69   | 171 | 0,00   |
| Georgia        | 5 giugno 2007     | 20 giugno 2010    | 5  | 1  | 0 | 4 | 73   | 112 | 20,00  |
| Germania       | 21 luglio 1990    | 21 luglio 1990    | 3  | 3  | 0 | 0 | 191  | 40  | 100,00 |
| Golfo Persico  | 3 luglio 1993     | 3 luglio 1993     | 1  | 1  | 0 | 0 | 64   | 20  | 100,00 |
| Hong Kong      | 24 agosto 1994    | 24 agosto 1994    | 1  | 1  | 0 | 0 | 22   | 12  | 100,00 |
| Irlanda        | 20 luglio 1991    | 20 luglio 1991    | 4  | 2  | 0 | 2 | 65   | 117 | 50,00  |
| Italia         | 15 giugno 1991    | 15 giugno 1991    | 4  | 2  | 0 | 2 | 96   | 122 | 50,00  |
| Costa d'Avorio | 16 giugno 1994    | 12 settembre 1998 | 6  | 2  | 1 | 3 | 127  | 98  | 33,33  |
| Kenya          | 7 luglio 1993     | 7 luglio 1993     | 12 | 10 | 0 | 2 | 604  | 225 | 83,33  |
| Madagascar     | 15 giugno 2002    | 15 giugno 2002    | 5  | 4  | 0 | 1 | 362  | 94  | 80,00  |
| Marocco        | 18 giugno 1994    | 16 settembre 1998 | 8  | 5  | 1 | 2 | 196  | 144 | 62,50  |
| Nuova Zelanda  | 24 settembre 2015 |                   | 2  | 0  | 0 | 2 | 23   | 129 | 0,00   |
| Portogallo     | 21 aprile 1990    | 21 aprile 1990    | 8  | 6  | 0 | 2 | 258  | 148 | 75,00  |
| Romania        | 30 ottobre 2003   | 11 giugno 2010    | 6  | 1  | 0 | 5 | 66   | 158 | 16,67  |
| Russia         | 11 luglio 2015    | 11 luglio 2015    | 7  | 2  | 0 | 5 | 141  | 183 | 28,57  |
| Samoa          | 14 settembre 2011 |                   | 2  | 0  | 0 | 2 | 25   | 89  | 0,00   |
| Senegal        | 14 giugno 2008    | 14 giugno 2008    | 4  | 4  | 0 | 0 | 163  | 40  | 100,00 |
| Spagna         | 18 maggio 1991    | 18 maggio 1991    | 6  | 1  | 0 | 5 | 120  | 172 | 28,57  |
| Sudafrica      | 15 agosto 2007    |                   | 3  | 0  | 0 | 3 | 16   | 249 | 0,00   |
| Tonga          | 24 maggio 1997    |                   | 2  | 0  | 0 | 2 | 35   | 55  | 0,00   |
| Tunisia        | 18 aprile 1998    | 28 settembre 2002 | 11 | 8  | 0 | 3 | 368  | 159 | 72,73  |
| Uganda         | 31 agosto 2003    | 31 agosto 2003    | 5  | 4  | 0 | 1 | 244  | 84  | 80,00  |
| Uruguay        | 22 settembre 2000 | 9 giugno 2019     | 4  | 1  | 0 | 3 | 112  | 142 | 25,00  |
| Zambia         | 14 agosto 2004    | 14 agosto 2004    | 2  | 2  | 0 | 0 | 132  | 20  | 100,00 |
| Zimbabwe       | 24 marzo 1990     | 24 marzo 1990     | 33 | 30 | 0 | 3 | 1239 | 675 | 90,91  |

### Confronti in Coppa del Mondo con le altre nazionali
Dati aggiornati alla Coppa del Mondo 2019.
| Avversario    | G  | V | N | P  | PF  | PS   | % V/G |
| ------------- | -- | - | - | -- | --- | ---- | ----- |
| Argentina     | 3  | 0 | 0 | 3  | 36  | 194  | 0,00  |
| Australia     | 1  | 0 | 0 | 1  | 0   | 142  | 0,00  |
| Canada        | 1  | 0 | 0 | 1  | 11  | 72   | 0,00  |
| Figi          | 2  | 0 | 0 | 2  | 43  | 116  | 0,00  |
| Francia       | 2  | 0 | 0 | 2  | 23  | 134  | 0,00  |
| Galles        | 1  | 0 | 0 | 1  | 7   | 81   | 0,00  |
| Georgia       | 2  | 0 | 0 | 2  | 16  | 47   | 0,00  |
| Irlanda       | 2  | 0 | 0 | 2  | 24  | 96   | 0,00  |
| Italia        | 1  | 0 | 0 | 1  | 22  | 47   | 0,00  |
| Nuova Zelanda | 2  | 0 | 0 | 2  | 23  | 129  | 0,00  |
| Romania       | 1  | 0 | 0 | 1  | 7   | 37   | 0,00  |
| Samoa         | 1  | 0 | 0 | 1  | 12  | 49   | 0,00  |
| Sudafrica     | 2  | 0 | 0 | 2  | 3   | 144  | 0,00  |
| Tonga         | 1  | 0 | 0 | 1  | 21  | 35   | 0,00  |
| TOTALE        | 22 | 0 | 0 | 22 | 248 | 1323 | 0,00  |

### Incontri internazionali come Africa del Sud-Ovest
Prima dell'indipendenza, tra il 1955 ed il 1988 la selezione del territorio dell'Africa del Sud-Ovest disputò diversi incontri internazionali, in particolare opposta ai British and Irish Lions e alle squadre nazionali in tournée in Sudafrica.
| Data              | Luogo             | Avversario           | Risultato | Evento                  |
| ----------------- | ----------------- | -------------------- | --------- | ----------------------- |
| 5 luglio 1955     | Windhoek          | British Lions XV     | 0-9       | British Lions tour 1955 |
| 11 luglio 1959    | Otjiwarongo       | Rhodesia Meridionale | 3-19      |                         |
| 8 luglio 1960     | Windhoek          | Nuova Zelanda XV     | 3-27      | Nuova Zelanda tour 1960 |
| 27 luglio 1961    | Windhoek          | Australia XV         | 14-14     | Australia tour 1961     |
| 12 giugno 1962    | Windhoek          | British Lions XV     | 6-14      | British Lions tour 1962 |
| 31 luglio 1963    | Windhoek          | Australia XV         | 6-24      | Australia tour 1963     |
| 13 giugno 1964    | Windhoek          | Rhodesia Meridionale | 15-6      |                         |
| 13 marzo 1966     | Bulawayo          | Rhodesia Meridionale | 3-19      |                         |
| 15 giugno 1968    | Windhoek          | British Lions XV     | 0-23      | British Lions tour 1968 |
| 21 settembre 1968 | Windhoek          | Rhodesia Meridionale | 8-34      |                         |
| 1º settembre 1969 | Windhoek          | Australia XV         | 8-33      | Australia tour 1969     |
| 4 luglio 1970     | Windhoek          | Nuova Zelanda XV     | 0-16      | Nuova Zelanda tour 1970 |
| 8 giugno 1971     | Windhoek          | Francia XV           | 6-35      | Francia tour 1971       |
| 18 maggio 1974    | Windhoek          | British Lions XV     | 16-23     | British Lions tour 1974 |
| 17 giugno 1975    | Windhoek          | Francia XV           | 13-13     | Francia tour 1975       |
| 7 maggio 1977     | Windhoek          | Rhodesia Meridionale | 15-22     |                         |
| 29 ottobre 1983   | Santiago del Cile | Cile XV              | 30-33     |                         |
| 5 novembre 1983   | Montevideo        | Uruguay XV           | 38-22     |                         |
| 24 ottobre 1988   | Santiago del Cile | Cile XV              | 36-15     |                         |
| 3 novembre 1988   | Asunción          | Paraguay             | 110-0     |                         |